# Пертинъярви
Пе́ртинъя́рви (фин. Pertinjärvi) — озеро на территории Лоймольского сельского поселения Суоярвского района Республики Карелия.

## Общие сведения
Площадь озера — 1,1 км², площадь водосборного бассейна — 12,2 км². Располагается на высоте 161,0 метров над уровнем моря.
Форма озера лопастная, продолговатая: вытянуто с севера на юг. Берега каменисто-песчаные, местами заболоченные.
Из южной оконечности озера вытекает река ручей, впадающий в озеро Соанъярви, из которого берёт начало река Соанйоки.
В северо-западной стороне озера расположен один небольшой остров.
Населённые пункты возле озера отсутствуют. Ближайший — посёлок Соанлахти — расположен в 16,5 км к ЮЮЗ от озера.
Название озера переводится с финского языка как «Варфоломеевское озеро».
Код объекта в государственном водном реестре — 01040300211102000013421.